# Ніжна Джулія
Ніжна Джулія (англ. Gentle Julia) — американська мелодрама режисера Роуленда Лі 1923 року.

## У ролях
- Бессі Лав — Джулія
- Гарольд Гудвін — Нобл Ділл
- Френк Елліотт — Рендольф Крам
- Чарльз К. Френч — Джон Атвотер
- Клайд Бенсон — Джордж Атвотер
- Гаррі Данкінсон — дядько Джо Атвотер
- Джек Ролленс — Ньюленд Сандерс
- Френсіс Міллер — місис Джо Атвотер
- Вільям Ірвінг — Джордж Плюм
- Аньєс Акер — місис Джордж Атвотер
- Вільям Берк — Герберт Атвотер
- Джипсі Норман — місис Герберт Атвотер
- Мері Артур — Флоренс Атвотер